# Puellina vaceleti
Puellina vaceleti är en mossdjursart som beskrevs av Harmelin 2006. Puellina vaceleti ingår i släktet Puellina och familjen Cribrilinidae. Inga underarter finns listade i Catalogue of Life.